# Nundinium
Nundinium est un mot latin dérivé du mot nundinum, qui fait référence au cycle des jours observé par les Romains. Sous l'Empire romain, le nundinium en est venu à signifier la durée d'un seul consulat parmi plusieurs dans une année civile.